# Luca Cigarini
Luca Cigarini (* 20. Juni 1986 in Montecchio Emilia, RE) ist ein italienischer Fußballspieler, der seit Sommer 2020 beim FC Crotone unter Vertrag steht.

## Karriere

### Im Verein
Cigarini lernte beim AC Parma (ab 2004 FC Parma), bei dem  er alle Jugendmannschaften durchlief, das Fußballspielen. In der Saison 2004/05 wurde er zu Sambenedettese in der Serie C1 verliehen. Dort absolvierte er 33 Ligaspiele und erzielte vier Tore.
Nach der erfolgreichen Saison in San Benedetto del Tronto kehrte der Mittelfeldspieler nach Parma zurück und wurde in die erste Mannschaft aufgenommen. Cigarini gab sein Debüt in der Serie A am 17. September 2005 in der Partie gegen den FC Empoli. In seiner Debütsaison kam er auf insgesamt 17 Einsätzen bei den Profis. Am 15. April 2007 erzielte er im Heimspiel gegen Catania Calcio sein erstes Tor in der Serie A.
Im Juli 2008 wechselte Luca Cigarini für ungefähr fünf Millionen Euro zu Atalanta Bergamo. Er bestritt 23 Ligaspiele und erzielte drei Tore.
Anfang Juli 2009 kaufte ihn der SSC Neapel für elf Millionen Euro. Cigarini unterschrieb einen Fünfjahresvertrag. Gleich am ersten Spieltag gab er gegen den US Palermo sein Debüt für Neapel. Er erzielte sein erstes Tor am 28. Oktober 2009 in der Partie gegen den AC Mailand im San Paolo – seinem 100. Spiel in der Serie A – nach einem Pass von Michele Pazienza. 
In der Sommerpause 2010 wurde Cigarini an den FC Sevilla verliehen. Seinen Einstand für den FC Sevilla gab er am 18. August 2010 bei der 0:1-Niederlage im Hinspiel der Play-offs zur Champions League bei Sporting Braga in der Anfangsformation. Am 28. August 2010 debütierte Cigarini in der Liga, als er beim 4:1-Sieg am 1. Spieltag in Levante gegen UD Levante in der Anfangsformation stand. Tage zuvor war der FC Sevilla in den Play-offs zur Champions League an Braga gescheitert; das Rückspiel wurde mit 3:4 verloren. Aus diesem Grund spielten Cigarini und Sevilla im Europa League weiter. Am 16. September 2010 machte er das erste Europapokalspiel seiner Karriere, als er bei der 0:1-Niederlage gegen Paris Saint-Germain in der Anfangsformation stand. Am 30. September 2010 erzielte Cigarini das erste Europacuptor seiner Karriere, als er beim 1:0-Sieg gegen Borussia Dortmund das Tor des Tages erzielte. Er kam in der gesamten Spielzeit 2010/11 in der Liga zu sechs Einsätzen, in der Europa League zu vier Spielen. In zweiterer erzielte er zwei Tore.
Ein Jahr später, im August 2011, wurde er an Atalanta Bergamo ausgeliehen. Im Anschluss an die zweijährige Leihe wurde er fest verpflichtet und blieb bis 2016, ehe er zu Sampdoria Genua wechselte. Im Sommer 2017 folgte dann der Wechsel zu Cagliari Calcio. Seit September 2020 steht er beim FC Crotone unter Vertrag.

### In der Nationalmannschaft
Cigarini bestritt in den italienischen U-18 und U-19 Mannschaften je eine Partie. Für die U-20 kam er auf fünf Pflichtspiele. Anfang 2007 wurde er von Trainer Pierluigi Casiraghi erstmals für die italienische U-21-Nationalmannschaft aufgeboten. Er machte sein erstes Tor in der U-21 am 7. September 2007 in Trient im Spiel gegen die Färöer.
Cigarini nahm mit Italien an den Olympischen Sommerspielen 2008 in Peking und an der U-21-Europameisterschaft 2009 in Schweden teil.

## Erfolge
- Turnier von Toulon: 2008